# Galen Tyrol

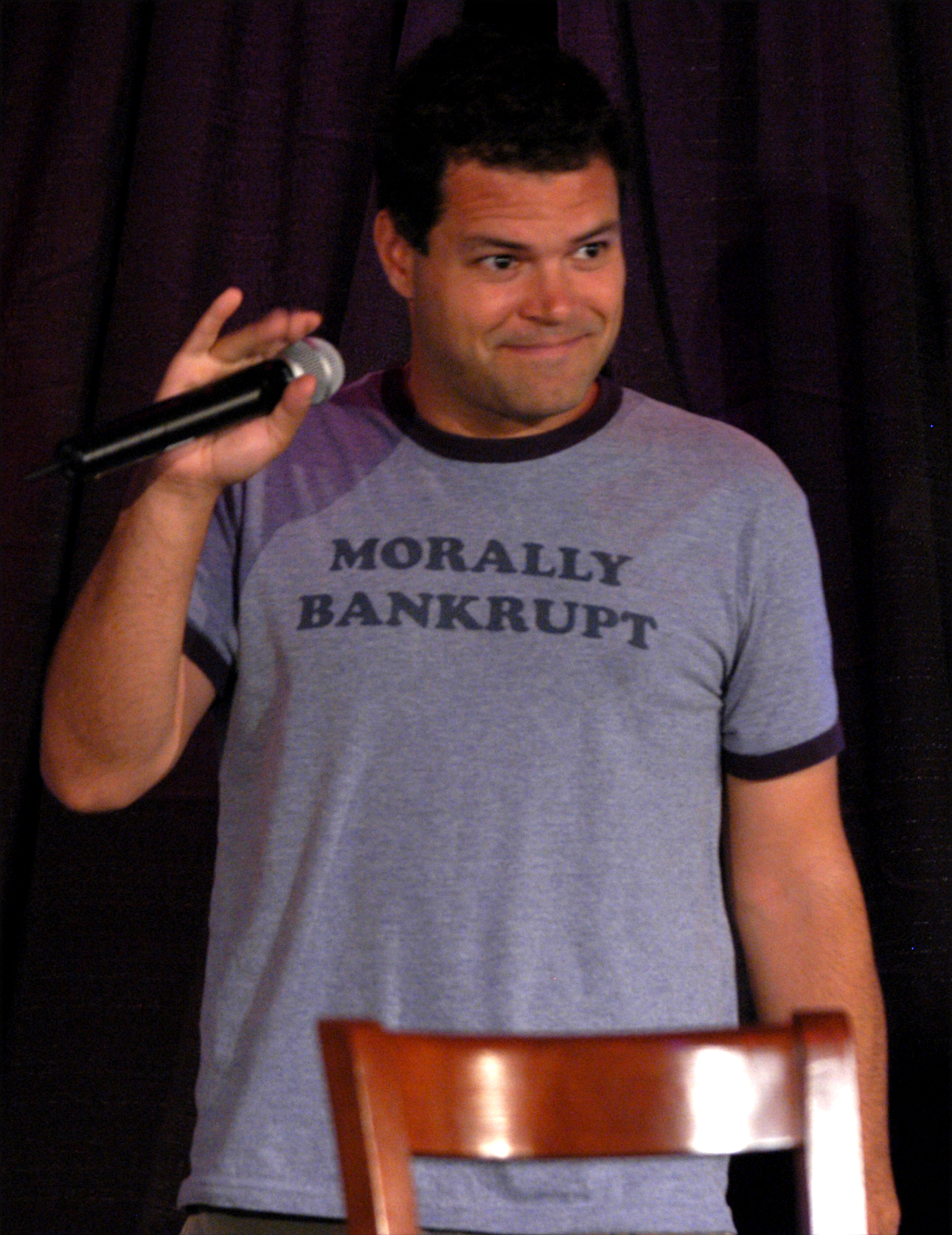
Galen Tyrol, gespeeld door Aaron Douglas.

Galen Tyrol, aangesproken als Chief, is een personage uit de herwerkte televisieserie Battlestar Galactica. Hij is de overste op het vliegdek van de Galactica, verantwoordelijk voor het onderhoud van de Vipers (gevechtstoestellen) en de Raptors (verkenningstoestellen). De rol werd vertolkt door acteur Aaron Douglas.

## Biografie
Tyrol is een van de Final Five Cylons. Hij leefde net zoals de andere vier Final Five Cylons op de originele Aarde tweeduizend jaar voor de destructie van de twaalf kolonies. Hij werkte aan de heropstandingstechnologie, een technologie die de mogelijkheid biedt aan Cylons om herboren of gedownload te worden in een nieuw lichaam na de dood. Hij had een relatie met Tory Foster en plande met haar te trouwen. Toen de originele Aarde verwoest werd door een nucleaire oorlog, konden de Final Five zich redden door zich te downloaden met behulp van de heropstandingstechnologie die ze ontwikkeld hadden en geïnstalleerd was op een schip dat nabij de planeet lag.
Later creëren Tyrol en de vier anderen acht nieuwe modellen humanoïde Cylons met meerdere kopieën van elk model. Het eerste model, gekend als Cavil is erg ontevreden over zijn naar eigen zeggen imperfecte menselijk lichaam en begint zowel de mensheid als zijn "ouders" te haten. Nadat hij eerst het zevende model voorgoed uitschakelt omdat hij het een te zwak en te menselijk model vond, besluit hij om de Final Five offline te nemen en hun bewustzijn op te slaan. Later downloadt hij de vijf in een nieuw lichaam, maar zorgt ervoor dat ze zich niet meer bewust zijn van hun Cylon identiteit, voorziet hij hen van een vals menselijk geheugen en dropt hen op Caprica om te leven tussen de kolonisten.

### Relatie met Boomer
Na de aanval op de twaalf kolonies heeft Tyrol een drukke tijd. Hij moet ervoor zorgen dat de Vipers en Raptors kunnen blijven vliegen. Hij heeft een relatie met Boomer die echter volgens de regels op de Galactica verboden is en zo maken ze afspraakjes in het geheim, waarbij ze uit de wind worden gezet door zijn personeel, onder meer door Cally Henderson. Hij is ook genereus ten opzichte van zijn personeel. Als hij hen betrapt op het maken van illegale drank, verwijt hij hen amateurs te zijn waarna hij hen het geheim van het illegale stoken wil leren, wat op veel sympathie kan rekenen.
Wat later komt hij in nauwe schoenen wanneer een Number Five een zelfmoordaanslag pleegt op de Galactica. Deze laatste kon zich toegang verstrekken door een opengelaten deur, opengelaten na een afspraakje tussen Boomer en Tyrol. Er wordt een onderzoek ingesteld en zijn medewerkers proberen voor hem op te komen, waardoor een van hen in de cel beland. Tyrol probeert de situatie uit te leggen aan William Adama, maar deze is vooral ontstemd over zijn onverantwoordelijke relatie met Boomer, waarna Tyrol zijn relatie met haar beëindigt, wat niet in goede aarde valt bij Boomer.
Als Boomer Adama probeerde te vermoorden, gaat Tyrol als verdachte mee de cel in. Hij zegt dat ze haar haat maar wanneer later Tyrol vrijgepleit wordt als zijnde een Cylon te zijn, mag hij de cel weer verlaten. Als Cally Boomer neerschiet, sterft ze in Tyrols armen waar hij zijn gevoelens voor haar niet kan onderdrukken.

### Kobol
Tijdens de raptor missie op Kobol crasht het transportschip en Crashdown heeft de leiding, al heeft Tyrol meer ervaring. Als een van de bemanningsleden dreigt te sterven aan zijn verwondingen, stelt hij voor om met een team de "vergeten" med-kit op te pikken. Met drie gaan ze de koffer ophalen, maar één wordt omgebracht door de Cylons. Tyrol en Cally maken het terug tot het kamp, maar moeten vaststellen dat ook hun gewonde teamlid het niet meer gaat halen en Tyrol pleegt uit humane overwegingen euthanasie op hem.

### Pegasus
Na de aankomst van de Battlestar Pegasus wordt het duidelijk hoe ze daar met Cylons omgaan. Nadat Helo terugkeerde van Caprica met Athena zorgde dat wel voor verwarring bij Tyrol, maar beiden zijn tegen de mishandelingen die plaatsvinden op de Pegasus van de Cylons. Als Tyrol en Helo in conflict komen met een Cylon ondervrager op de Pegasus, doodt Tyrol hem, waarna hij en Helo de doodstraf krijgen van Admiraal Cain. Echter na Cains executie door een Number Six kunnen de twee terugkeren naar de Galactica.

### New Caprica
Tyrol begint een nieuw leven op New Caprica na de ontdekking van de bewoonbare planeet. Algauw is duidelijk dat de werkomstandigheden van de mensen niet optimaal zijn en wordt hij vakbondsafgevaardigde. Als de Cylons de planeet innemen wordt hij van vakbondsafgevaardigde al snel verzetsman. Hij leidt samen met Saul Tigh en Samuel Anders het verzet tegen de Cylons. Inmiddels huwde hij een zwangere Cally.

### Na de bevrijding
Na de bevrijding van New Caprica wordt hij een van de "rechters" die onder het bevel van voorlopig president Tom Zarek collaborateurs met de Cylons moeten berechten. Felix Gaeta wordt maar ternauwernood gered wanneer Tyrol zich kan herinneren dat iemand informatie in een honden eetbakje had gebracht, wat uiteindelijk het werk van Gaeta was.
Later ontdekt hij op de algenplaneet de Tempel of Five waar uiteindelijk een Number Three hem herkent met de andere vier Final Five zonder dat verder bekend te maken.
Op de Galactica heeft hij nog een tweede episode als "vakbondsman" wanneer hij de erbarmelijke situatie aanklaagt waar arbeiders moeten werken op het raffinaderij schip. Wanneer Adama dreigt zijn vrouw Cally om te brengen, bindt Tyrol in, waarna hij wel een gesprek mag hebben met Laura Roslin over de oneerlijke werkomstandigheden en hoe die vaak in verband te brengen zijn met familiale oorsprong, waarna Roslin belooft als gewiekst politicus beterschap te brengen en iedereen een deel van het zware werk te laten doen.

### Openbaring
Als de Galactica in de buurt komt van een gasnevel hoort Tyrol geluiden (enkele noten uit de song All Along the Watchtower) en na een tijd wordt hij samen met Saul Tigh, Samuel Anders en Tory Foster door de muziek naar een ruimte gelokt waar ze alle vier beseffen dat ze bij de Final Five Cylons horen. (de vijfde, Ellen Tigh werd inmiddels vermoord door haar man voor haar aandeel in de collaboratie met de Cylons op New Caprica).
Cally, die vindt dat haar man verdacht doet en hem er van verdenkt een affaire te hebben, volgt Tyrol en ontdekt de waarheid over de Final Five. Helemaal in paniek belandt ze met haar kind in een luchtsluis, waarna Tory Foster, die iets gemerkt moet hebben, sussende woorden tegen haar spreekt. Als Foster het kind overneemt van Cally, geeft ze haar een trap waarna deze laatste weer de luchtsluis in belandt. Foster sluit de binnendeur en opent de buitendeur waardoor Cally in de ruimte gekatapulteerd wordt en sterft.
Nadat zijn kind ziek wordt verneemt Tyrol dat hij de biologische vader niet is. Hij heeft een gevecht met "Hot Dog" die de biologische vader blijkt te zijn. De twee komen uiteindelijk tot een overeenkomst om het kind om beurten samen op te voeden.

### De Originele Aarde
Tyrol kijkt met veel teleurstelling naar de ontdekking van de verschroeide Aarde. Tijdens zijn verblijf op de planeet ziet hij de waarheid. Het was zijn woonplaats tweeduizend jaar geleden, net voordat de planeet vernietigd werd door een nucleaire oorlog.

### Boomer
Als Boomer aan boord van de Galactica verschijnt om Ellen Tigh aan boord te brengen, verdwijnt Boomer meteen in de cel. Omdat Tyrol bevreesd is dat Boomer terechtgesteld zal worden, laat hij haar vrij. Zij maakt misbruik van de situatie om het kind van Athena en Helo te ontvoeren. Tyrol verdwijnt voor zijn acties in de cel maar wordt later vrijgelaten wanneer hij zich opgeeft als vrijwilliger om het kind te gaan redden.
Daar belandt hij in een patstelling met de Number One die het kind dreigt te doden. Als tegenprestatie moet hij de heropstandingstechnologie doorgeven aan de andere Cylons, waar de Final Five uiteindelijk mee akkoord gaan. Voorwaarde om dat te doen is dat de vijf zich verbinden, waarna ze ook hun volledige geheugen verbinden. Tory Foster waarschuwt op voorhand dat ze allemaal dingen hebben gedaan waar ze niet fier op zijn en wanneer de verbinding plaatsvindt, verbreekt Tyrol deze meteen weer. Hij zag dat Foster zijn vrouw vermoordde, waarop hij de keel van Foster grijpt en haar vermoordt.

### De tweede Aarde
Nadat het kind Hera gered werd eindigde de Galactica nabij een blauwe planeet die omgedoopt werd tot Aarde, naar de originele planeet die Aarde heette en het thuis was van de Cylons van de dertiende stam. Tyrol begint een nieuw leven op de Aarde, echter zonder Boomer, zij werd vermoord door Athena tijdens de reddingsactie van het kind.